# Бенкелман (Небраска)
Бенкелман (енгл. Benkelman) град је у америчкој савезној држави Небраска.

## Демографија
По попису из 2010. године број становника је 953, што је 53 (-5,3%) становника мање него 2000. године.
| Група             | 2000.       | 2010.       |
| Белци             | 980 (97,4%) | 883 (92,7%) |
| Афроамериканци    | 0 (0,0%)    | 4 (0,4%)    |
| Азијати           | 6 (0,6%)    | 2 (0,2%)    |
| Хиспаноамериканци | 3 (0,3%)    | 42 (4,4%)   |
| Укупно            | 1.006       | 953         |